# 大霍伊塞爾山

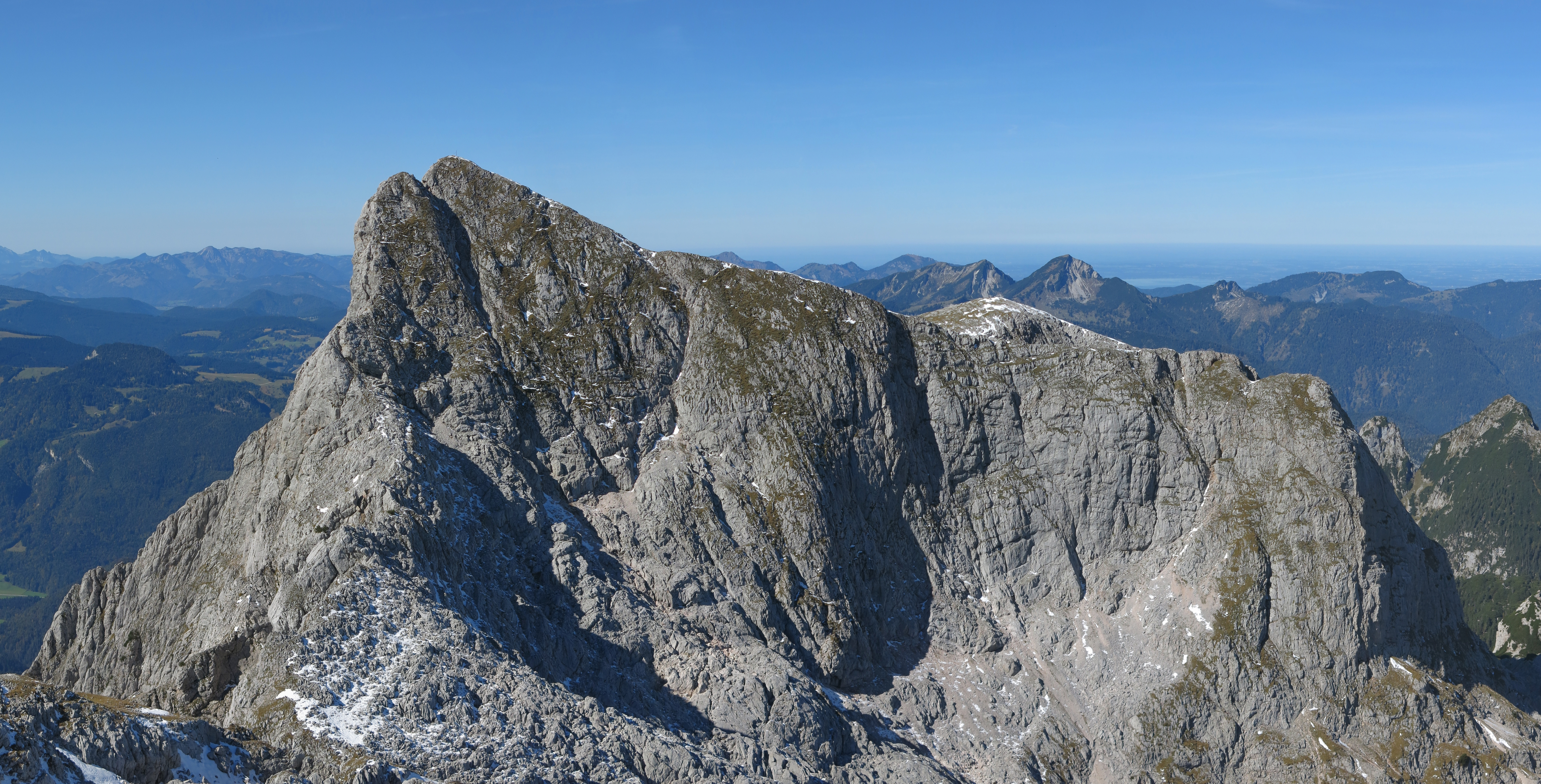

47°36′0″N 12°47′0″E / 47.60000°N 12.78333°E
大霍伊塞爾山（德語：Großes Häuselhorn），是中歐的山峰，位於奧地利和德國接壤的邊境，屬於賴特阿爾姆山的一部分，距離施塔德爾山1.3公里，海拔高度2,284米。